# Grand Slang
Grand Slang je kaligrafska pisava sanserifa, ki jo je ustvaril nemški grafični oblikovalec Nikolas Wrobel. Objavljena je bila 1. septembra 2019 prek njegovega tipografskega podjetja, Nikolas Type.
Ideja za oblikovanje Grand Slang (MFA /ɡɹˈænd slˈæŋ/) črpa navdih iz ameriške kaligrafije 20. stoletja in del ameriških kaligrafov Oscarja Ogga in Williama Addisona Dwigginsa. Poleg tega se opira na znake v ameriških filmih iz 1940-ih in 1950-ih.
Grand Slang združuje moč in vsestranskost z združevanjem elementov tradicionalnega in sodobnega rokopisa skupaj s preprostimi oblikami. Vključuje več kot 310 znakov, ki pokrivajo velike in male črke, številke, ločila, vezaje, diakritike in simbole.
Ime Grand Slang izhaja iz angleških besed "grand" in "slang". Beseda "grand" se v ameriškem in britanskem slengu uporablja za označevanje tisoč dolarjev ali tisoč funtov.
Pisava je na voljo za prenos na spletu v formatih datotek OTF in WOFF, zaradi česar je primerna za grafično oblikovanje, oblikovanje spletnih strani, aplikacije in e-knjige.
Grand Slang podpira pisanje v številnih evropskih jezikih, ki uporabljajo latinski alfabet. Gre za zaprto-kodno programsko opremo, kar pomeni, da jo lahko uporabljate le z upoštevanjem pogojev programske licence.